# Francisco Arias de Bobadilla

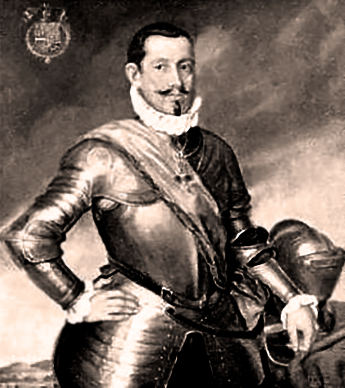
Francisco Arias de Bobadilla

Francisco Arias de Bobadilla (1537 - 1610) was een Spaans veldheer die in de Nederlanden vocht tijdens de Tachtigjarige Oorlog. In 1585 wist hij uit de Bommelerwaard te ontvluchten nadat de geuzen de dijken hadden doorgestoken.
Voor hij naar de Nederlanden kwam, had hij al een roemrucht verleden: onder andere vocht hij bij de verdediging van de troon van Portugal tegen opstandelingen en Engelsen. Hierbij werd zijn tercio van Zamora opgericht. Hij diende onder Alexander Farnese, de hertog van Parma, bij de inname van Antwerpen. Om zijn troepen rust te geven werd hij naar de Bommelerwaard gestuurd. De geuzen kwamen vanuit Dordrecht en staken de dijken door. In Empel zaten de eenheden opgesloten op de smalle dijk met noordelijk de rivier de Maas en zuidelijk de polder van Empel die ook onder water was gezet. Een vlucht over de Maas volgde en na een ontsnapping die bekend staat als het Wonder van Empel werden de gehavende tercios in Bolduc ('s-Hertogenbosch) ontvangen en verzorgd.
Don Francisco voer als veldheer van het landingsleger mee met de hertog van Medina Sidonia, de admiraal van de Spaanse Armada van 1588. Later heeft hij nog officiële functies bekleed in Sevilla.